# Vaccinium tenuipes
Vaccinium tenuipes är en ljungväxtart som beskrevs av Elmer Drew Merrill. Vaccinium tenuipes ingår i Blåbärssläktet, och familjen ljungväxter. Inga underarter finns listade i Catalogue of Life.